# Lijst van AMD-processorsockets
AMD heeft 31 verschillende processor-sockets. Hier volgt een lijst:

## Desktopsockets
- Super Socket 7
- Slot A
- Socket A
- Socket 754
- Socket 939
- Socket 940
- Socket AM1
- Socket AM2
- Socket AM2+
- Socket AM3
- Socket AM3+
- Socket FM1
- Socket FM2
- Socket FM2+
- Socket AM4
- Socket TR4

## Laptopsockets
- Socket A
- Socket 563
- Socket 754
- Socket S1
- Socket FT1
- Socket FP2
- Socket FS1
- Socket FT3
- Socket FP3
- Socket FP4

## Serversockets
- Socket A
- Socket 940
- Socket F
- Socket F+
- Socket G3 (Geannuleerd)
- Socket G34
- Socket C32
- Socket SP3